# Ernye Ákos
Ernye Akos (maghiară  Ákos nembeli Ernye, Ákos Ernye, Ákos Erne) a fost ban al Transilvaniei între 1258 și 1261. El făcea parte din familia Akos. 
În ultimul an al domniei a guvernat Transilvania împreună cu Ștefan, fiul lui Bela IV (fiul regelui Bela al IV-lea al Ungariei).